# Familia Allison

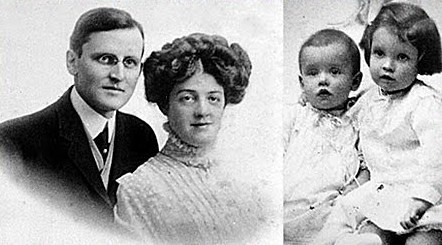
Fotografías de los Allison, a finales de 1911.

Hudson Joshua Creighton Allison (9 de diciembre de 1881-15 de abril de 1912) un rico empresario, su esposa, Bess Waldo Allison (de soltera, Daniels; 14 de noviembre de 1886-15 de abril de 1912), su hija, Helen Loraine Allison (5 de junio de 1909-15 de abril de 1912), e hijo, Hudson Trevor Allison (7 de mayo de 1911-7 de agosto de 1929), eran pasajeros de primera clase a bordo del Titanic, el cual colisionó contra un iceberg y se hundió el 15 de abril de 1912. Trevor fue el único de su familia que sobrevivió al naufragio.

## Historia
Los Allison, con destino en Montreal, reservaron sus pasajes de primera clase en el Titanic y abordaron el barco en Southampton junto con cuatro criados recién contratados en Londres: una sirvienta, Sarah Daniels (1875-?; sin ninguna relación con Bess); una niñera, Alice Cleaver (1889-1984); una cocinera, Amelia Mary Brown (1893-1976; Mildred); y un chófer, George Swane (1892-1912). Hudson y Bess ocuparon el camarote C-22, Sarah y Loraine ocuparon el C-24, y Alice y Trevor ocuparon el C-26. Dos camarotes de segunda clase se reservaron para George y Mildred.
La noche del 14 de abril, Hudson y Bess cenaron acompañados por el Mayor Arthur Godfrey Peuchen. Durante la cena, orgullosos, trajeron a Loraine de la habitación a cenar con ellos para que el mayor viera lo bonita que era.

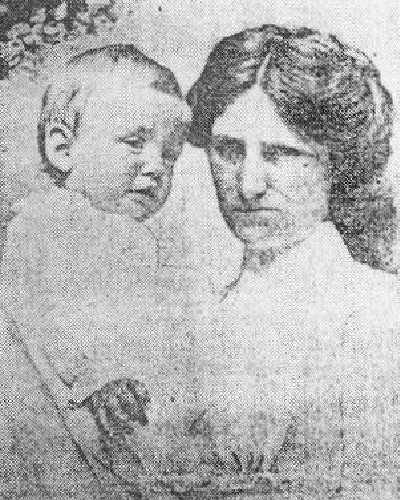
"Valiente niñera y el bebé a salvo": fotografía de Alice Cleaver con Trevor Allison en el New York Herald (1912).

Tras la colisión, Hudson subió arriba para informarse. Mientras, Alice cogió a Trevor y salió a buscar a los demás sirvientes en segunda clase. Hudson regresó descubriendo que se habían ido. Acompañó a Bess y a Loraine hasta el bote 6 y se fue a intentar encontrar a los demás. El mayor Peuchen recordó al Montreal Daily Star: "La señora Allison podría haber salido con perfecta seguridad, pero alguien le dijo que el señor Allison estaba bajando en un bote en el lado opuesto de la cubierta, y apresuradamente se alejó del bote con su pequeña hija. Aparentemente llegó al otro lado solo para descubrir que el señor Allison no estaba allí. Mientras tanto, el bote era bajado."
George vio a Alice, Mildred, y Trevor subir sin incidentes al bote 11, el cual dejó el barco alrededor de la 1:45, casi una hora después que el bote 6. Sarah había subido la primera a cubierta para investigar la conmoción y había sido empujada y colocada en un bote por un auxiliar que le prometió informar a los Allison de su paradero. Algunas historias reclaman que Alice entró en pánico y agarró a Trevor, sin informar a Bess de que se iba, y que Bess rechazó dejar el barco sin él, aunque lo más probable es que el grupo entero subiera junto a cubierta, y que Alice y Trevor, Mildred y George sencillamente se perdieron en la multitud.
Hudson, Bess, Loraine, y George murieron en el hundimiento. Si George encontró o no a los Allison para informar que Trevor había partido sin incidentes se desconoce, pero si lo hizo, probablemente ya era demasiado tarde para que cualquiera de ellos pudiera dejar el barco. Bess fue una de las únicamente cuatro mujeres de primera clase (incluyendo Ida Straus y Edith Corse Evans) que perecieron, mientras la pequeña Loraine fue el único niño de primera y segunda clase en morir. Solo se recuperaron los cuerpos de los varones: el de Hudson fue el número 135 recuperado por el Mackay-Bennett, George fue el 294. Hudson fue llevado para ser enterrado en la parcela familiar en Maple Ridge, cementerio cercano a Winchester, Ontario. Devotos metodistas (aprovecharon su estancia en Londres para visitar la tumba de John Wesley y bautizar en esa iglesia a Trevor), en el funeral, de cuerpo presente en el caso de Hudson, el banco donde solía sentarse la familia fue cubierto con una tela negra y morada de luto y sobre él una gran corona floral de la congregación en recuerdo de unos feligreses muy apreciados. Un mes después, su hermano George recibió la sorpresa de que acababan de llegar a puerto sin novedad varios caballos que Hudson había comprado en Escocia para la cuadra familiar, durante su viaje de negocios a Inglaterra.
Alice y Trevor fueron recogidos en la ciudad de Nueva York por el hermano de Hudson, George, quién, junto con su esposa, Lillian, se hizo cargo del ahora huérfano. Trevor murió el 2 de agosto de 1929, a los 18 años por una intoxicación alimentaria. Fue enterrado junto a su padre. Alice trabajó para la familia unos pocos años, luego regresó a Inglaterra, se casó, tuvo dos hijas y murió a los 95 años.

## Reclamación de Helen Loraine Kramer de ser Loraine Allison
En 1940, una mujer llamada Helen "Loraine" Kramer reclamó ser Loraine Allison y que, en el último minuto, sus padres la dejaron a un hombre llamado Hyde (de cuya identidad se especuló podría ser Thomas Andrews), quién la crio en una granja en el medio oeste americano. Su reclamación, aun así, no fue aceptada por los Allison. Finalmente, ella se retiró y no se la volvió a ver.
En diciembre de 2013, el Loraine Proyect de Identificación de la menor Allison anunció los resultados de ADN que comparaban el ADN dado por descendientes de la línea materna de Kramer, con parientes de Allison. La prueba se realizó en el Centro de Diagnósticos del ADN, una instalación acreditada por la Sociedad americana de Directores de Laboratorio Criminalístico. Los resultados fueron negativos, demostrando que no existía ninguna relación entre Kramer y los Allison.

## Los Allison en la ficción
Los Allison fueron personajes importantes en la miniserie de 1996 Titanic. La subtrama sobre ellos está altamente ficcionalizada y llena de inexactitudes históricas: por ejemplo, la historia incluye el mito de que Alice (interpretada por Felicity Waterman) era una asesina de niños que robó a Trevor en un acceso de pánico, forzando al resto de la familia a quedarse en el barco buscándole hasta que fue demasiado tarde. Sus otros criados (Sarah, Mildred, y George) no aparecen y se muestra solo a Alice viajando con ellos.
La leyenda negra sobre ella surgió al confundir a Alice con otra niñera inglesa de nombre parecido, que entonces se encontraba en prisión acusada de haber asesinado en 1909 a su recién nacido bastardo (ilegítimo).